# راوند لیک (مینه‌سوتا)
راوند لیک، مینه‌سوتا (به انگلیسی: Round Lake, Minnesota) یک شهر در ایالات متحده آمریکا است که در شهرستان نوبلز، مینه‌سوتا واقع شده‌است.

## خصوصیات
راوند لیک ۲٫۶۹ کیلومترمربع مساحت و ۳۷۶ نفر جمعیت دارد و ۴۷۴ متر بالاتر از سطح دریا واقع شده‌است.